# هونتوريا ديل باينار
بلدية هونتوريا ديل باينار (بالإسبانية: Hontoria del Pinar)‏, هي إحدى بلديات مقاطعة برغش, التي تقع في منطقة قشتالة وليون, والتي تقع في شمال غرب إسبانيا.
يبلغ عدد سكانها 820 نسمة وفقاً لإحصائية سنة (2002).